# サザーランド杯
サザーランド杯（サザーランドはい、Sutherland Trophy）は、1958年に英国映画協会が設立した映画賞である。映画産業の支援者である5代サザーランド公を記念して創設された。
その年の最も独創的で創造性に富んだ映画監督に贈られる。1997年からはロンドン映画祭の新人監督賞として同映画祭の閉会式で授与されている。

## 歴代受賞者
| 年     | 受賞監督                                       | 作品名                                      | 製作国         |
| ------ | ---------------------------------------------- | ------------------------------------------- | -------------- |
| 1958年 | 小津安二郎                                     | 東京物語                                    | 日本           |
| 1959年 | サタジット・レイ                               | 大樹のうた                                  | インド         |
| 1960年 | ミケランジェロ・アントニオーニ                 | 情事                                        | イタリア       |
| 1961年 | エルマンノ・オルミ                             | 定職                                        | イタリア       |
| 1962年 | ジャック・リヴェット                           | パリはわれらのもの                          | フランス       |
| 1963年 | アラン・レネ                                   | ミュリエル                                  | フランス       |
| 1964年 | グレゴリー・コージンツェフ                     | ハムレット                                  | ソビエト連邦   |
| 1965年 | ジャン＝リュック・ゴダール                     | 気狂いピエロ                                | フランス       |
| 1966年 | アンドレ・デルヴォー                           | De man die zijn haar kort liet knippen      | ベルギー       |
| 1967年 | 小林正樹                                       | 上意討ち 拝領妻始末                         | 日本           |
| 1968年 | ストローブ＝ユイレ                             | アンナ・マグダレーナ・バッハの年代記        | 西ドイツ       |
| 1969年 | ジャック・リヴェット                           | 狂気の愛                                    | フランス       |
| 1970年 | ベルナルド・ベルトルッチ                       | 暗殺の森                                    | イタリア       |
| 1971年 | ロベール・ブレッソン                           | 白夜                                        | フランス       |
| 1972年 | フェルナンド・E・ソラナス オクタビオ・ヘティノ | La hora de los hornos                       | アルゼンチン   |
| 1973年 | ゲオルギー・シェンゲラーヤ                     | ピロスマニ                                  | ソビエト連邦   |
| 1974年 | ライナー・ヴェルナー・ファスビンダー           | マルタ                                      | 西ドイツ       |
| 1975年 | テオ・アンゲロプロス                           | 旅芸人の記録                                | ギリシャ       |
| 1976年 | 大島渚                                         | 愛のコリーダ                                | 日本           |
| 1977年 | ハンス＝ユルゲン・ジーバーベルク               | ヒトラー、あるいはドイツ映画                | 西ドイツ       |
| 1978年 | マーク・ラパポート                             | The Scenic Route                            | アメリカ合衆国 |
| 1979年 | ユルマズ・ギュネイ ゼキ・ウクテン              | 群れ                                        | トルコ         |
| 1980年 | ピーター・グリーナウェイ                       | THE FALL                                    | イギリス       |
| 1980年 | シエ・チン                                     | 舞台の姉妹                                  | 中国           |
| 1981年 | ヘルマ・サンダース＝ブラームス                 | Die Berührte                                | 西ドイツ       |
| 1982年 | アドゥール・ゴーパーラクリシュナン             | ねずみ取り                                  | インド         |
| 1983年 | クリス・マルケル                               | サン・ソレイユ                              | フランス       |
| 1984年 | リノ・ブロッカ                                 | Bayan ko: Kapit sa patalim                  | フィリピン     |
| 1985年 | チェン・カイコー                               | 黄色い大地                                  | 中国           |
| 1986年 | ビル・ダグラス                                 | Comrades                                    | イギリス       |
| 1987年 | エドワード・ヤン                               | 恐怖分子                                    | 台湾           |
| 1987年 | スレイマン・シセ                               | ひかり                                      | マリ           |
| 1988年 | なし                                           |                                             |                |
| 1989年 | ニルス・ガウプ                                 | ホワイトウィザード                          | ノルウェー     |
| 1990年 | スティーヴ・クローヴス                         | 恋のゆくえ/ファビュラス・ベイカー・ボーイズ | アメリカ合衆国 |
| 1991年 | エレイン・プロクター                           | On the Wire                                 | イギリス       |
| 1992年 | ジョスリン・ムーアハウス                       | Proof                                       | オーストラリア |
| 1993年 | フリオ・メデム                                 | Vacas                                       | スペイン       |
| 1994年 | トラン・アン・ユン                             | 青いパパイヤの香り                          | ベトナム       |
| 1995年 | Mofida Tlatli                                  | صمت القصور                                  | チュニジア     |
| 1996年 | ジェボン・オニール                             | Bob's Weekend                               | イギリス       |
| 1997年 | ブリュノ・デュモン                             | ジーザスの日々                              | フランス       |
| 1998年 | サミラ・マフマルバフ                           | りんご                                      | イラン         |
| 1999年 | リン・ラムジー                                 | ボクと空と麦畑                              | イギリス       |
| 2000年 | ケネス・ロナーガン                             | ユー・キャン・カウント・オン・ミー          | アメリカ合衆国 |
| 2001年 | アシフ・カパディア                             | The Warrior                                 | イギリス       |
| 2002年 | デルフィーヌ・グレーズ                         | めざめ                                      | フランス       |
| 2003年 | セディク・バルマク                             | アフガン零年                                | アフガニスタン |
| 2004年 | ジョナサン・カウエット                         | ターネーション                              | アメリカ合衆国 |
| 2005年 | Kari Paljakka                                  | Eläville ja kuolleille                      | フィンランド   |
| 2006年 | アンドレア・アーノルド                         | Red Road                                    | イギリス       |
| 2007年 | マルジャン・サトラピ ヴァンサン・パロノー      | ペルセポリス                                | フランス       |
| 2008年 | セルゲイ・ドヴォルツェヴォイ                   | トルパン                                    | カザフスタン   |
| 2009年 | スキャンダー・コプティ ヤロン・シャニ          | アジャミ                                    | イスラエル     |
| 2010年 | クリオ・バーナード                             | The Arbor                                   | イギリス       |
| 2011年 | パブロ・ジョルジェーリ                         | アカシアの通る道                            | アルゼンチン   |
| 2012年 | ベン・ザイトリン                               | ハッシュパピー 〜バスタブ島の少女〜         | アメリカ合衆国 |
| 2013年 | アンソニー・チェン                             | Ilo Ilo                                     | シンガポール   |